# Maarten Ducrot
Maarten Ducrot (* 8. April 1958 in Vlissingen) ist ein ehemaliger niederländischer Radrennfahrer und Weltmeister im Radsport.

## Sportliche Laufbahn
Ducrot war im Straßenradsport aktiv. 1982 war das Jahr seiner größten sportlichen Erfolge als Amateur. Ducrot (mit vollem Namen Martinus Antonius Ducrot) wurde bei UCI-Straßen-Weltmeisterschaften Sieger im Mannschaftszeitfahren (mit Gerard Schipper, Frits Van Bindsbergen und Gerritt Solleveld) und gewann das Zweiländerrennen Enschede–Münster. 1983 wurde er beim Sieg von Olaf Ludwig Dritter der Tour de l’Avenir. Er war Teilnehmer der Olympischen Sommerspiele 1984 in Los Angeles, wo er mit dem Vierer den 4. Platz im Mannschaftszeitfahren belegte. Bei der Internationalen Friedensfahrt startete er 1984 und wurde 17. des Gesamtklassements.
Ducrot war von 1985 bis 1991 als Berufsfahrer aktiv. In seinem ersten Profijahr 1985 gewann er die 9. Etappe der Tour de France, die er auf dem 84. Rang beendete. 1986 konnte er Etappen in der Tour de Romandie, im Red Zinger Race (Coors Classic) und im Critérium du Dauphiné Libéré gewinnen. Die Tour bestritt er fünfmal, sein bestes Resultat war der 39. Platz in der Gesamtwertung 1989. 1985 wurde er als kämpferischster Fahrer (Rote Rückennummer) geehrt. Sein bestes Ergebnis in den Rennen der Monumente des Radsportes war der 18. Platz in der Lombardei-Rundfahrt 1987.

## Doping
2000 gab Ducrot mit Steven Rooks und Peter Winnen zu, dass er während seiner Radsportkarriere Dopingsubstanzen angewendet hatte.

## Berufliches
Ducrot studierte Psychologie in Utrecht. Nach seiner aktiven Laufbahn war er u. a. ab 2004 als Kommentator und Reporter im Radsport tätig.